# غمار قصير الأرجل
غمار قصير الأرجل (الاسم العلمي: Gammarus brevipodus) هو نوع من المفصليات يتبع جنس الغمار من الفصيلة الغمارية.